# 石川村文
石川 村文（いしかわ むらふみ）は、江戸時代の伊達氏家臣。仙台藩の家格は一門筆頭。角田石川家第9代当主。

## 生涯
寛延3年（1750年）6月8日、角田石川家第8代当主・石川村俊の四男として生まれる。幼名は小膳。宝暦8年（1758年）兄源太郎が早世したため、嗣子と定められる。
宝暦10年（1760年）10月15日、元服し、藩主伊達重村の偏諱を受け、修理村文と名乗る。後に大和、左衛門と名乗った。宝暦12年（1762年）5月、父村俊の死去により、13歳で家督を相続し角田邑主となる。年齢が年齢のため、本藩より家政を監督する目付が付けられた。
寛政9年（1797年）遊興に耽り、財政が逼迫したため、不行跡を理由に隠居させられることとなり、家督を嫡男村任が相続。村文の実弟で、涌谷伊達氏当主伊達村常が家政を後見することとなる。
寛政12年（1800年）7月28日死去。享年51。